# 不育红
不育红（学名：Isodon yuennanensis），为唇形科香茶菜属下的一个植物种。也称小铁牛、九头狮子草。